# Твіст
Твіст — популярний на початку 60-их танець під рок-н-рольну музику, започаткований піснею The Twist.
Твіст танцюють стоячи з ногами на ширині плечей, поставленими або паралельно, або одна дещо попереду іншої, зігнені в ліктях руки тримають широко. Стегна, корпус і гомілки танцюриста повертаються на подушках ніг як єдине ціле, руки більш-менш непорушні. Ступні повертаються вперед-назад на підлозі. Танець можна танцювати з різною швидкістю і різкістю, міняючи при потребі висоту корпуса. Час від часу одну ногу підіймають з підлоги, але загалом постава низька, ноги весь час зберігають контакт з підлогою.
У Радянському Союзі твіст асоціюється із фільмом «Кавказька полонянка, або нові пригоди Шурика», в якому його виконувала Наталія Варлей, а Євген Моргунов дав жартівливий інструктаж його виконання.

## Виноски
1. ↑  Пісня про ведмедів на Youtube

|  | Це незавершена стаття про танець. Ви можете допомогти проєкту, виправивши або дописавши її. |